# Mülhausen (Grefrath)
Mülhausen is een deelgemeente van Grefrath in het district Viersen in Noordrijn-Westfalen in Duitsland.
In 2009 telde Mülhausen 1.235 inwoners.

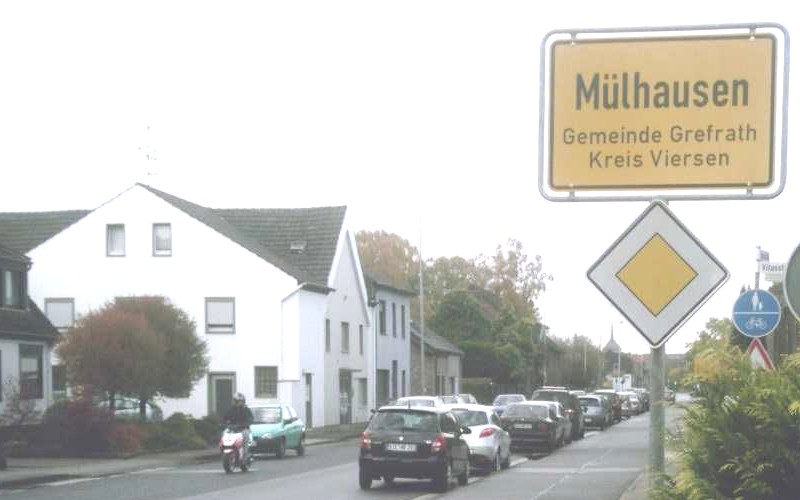
De zuidelijke dorpsrand van Mülhausen met kombord.

## Dialect
Mülhausen ligt aan de Uerdinger Linie. Mülhausen hoort bij het gebied waarin in het ruimste zin nog Limburgs wordt gesproken.

## Afstand naar Nederland
De kortste afstand naar Nederland (Venlo, Groote Heide) is hemelsbreed ca. 9,8 km (gemeten vanaf het Mülhausense klooster).

## De nabije omgeving
| plaatsen in de buurt | plaatsen in de buurt | plaatsen in de buurt | plaatsen in de buurt | plaatsen in de buurt |
| -------------------- | -------------------- | -------------------- | -------------------- | -------------------- |
| Vinkrath             |                      | Ziegelheide          |                      | Klixdorf             |
|                      |                      |                      |                      |                      |
| Grefrath             | St.Peter             |                      |                      |                      |
|                      |                      |                      |                      |                      |
| Süchteln             |                      | Oedt                 |                      | Vorst                |